# Instituto de Ingeniería del Conocimiento
El Instituto de Ingeniería del Conocimiento (IIC) es un centro español de investigación, desarrollo e innovación, ubicado en el campus de la Universidad Autónoma de Madrid (UAM). Fue creado en 1989 por la Asociación para el Desarrollo de la Ingeniería del Conocimiento (ADIC), entidad sin ánimo de lucro fundada bajo el patrocinio del Ministerio de Industria.

## Historia
En 1972 se crea el Centro UAM-IBM para el desarrollo de proyectos de investigación aplicada, como el tratamiento de imágenes o el procesamiento automático de textos. En la década de los 80, con el auge de los sistemas expertos, el Centro UAM-IBM inició investigaciones sobre la utilización de sistemas expertos en entornos empresariales. Poco después, en 1989, se preparó el plan de creación del Instituto con la colaboración de la Dirección General de Informática y Nuevas Tecnologías del Ministerio de Industria y Energía.
En junio de 1989 se constituía la Asociación para el Desarrollo de la Ingeniería del Conocimiento (ADIC), integrada por el Banco Español de Crédito, Banco Hispano Americano, Iberia, Informática El Corte Inglés, INH-Repsol, IBM, Renfe, Tabacalera, Unión Eléctrica Fenosa y la UAM. El 4 de julio de ese mismo año, se funda el IIC.
Sus actuales asociados son IBM España, Grupo Santander, MAPFRE y la Universidad Autónoma de Madrid (UAM).

## Actividad
Como todo centro de innovación, el IIC trata de aplicar ideas nuevas a problemas conocidos en la ingeniería y gestión del conocimiento, así como promocionar y difundir los conocimientos adquiridos como centro de transferencia de tecnología. Está especializado en proyectos de análisis Big Data e inteligencia artificial.
Organiza jornadas académicas y científicas y participa en distintos eventos relacionados con la ingeniería del conocimiento. En esta línea, el Consejo de Gobierno de la UAM de 23 de mayo de 2008 crea tres cátedras patrocinadas por el IIC para realizar proyectos en las áreas de Análisis de patrones de comportamiento, Aprendizaje automático en modelado y predicción y Modelos y aplicaciones  psicométricos.
El IIC desarrolla proyectos en:
- Modelado y predicción. Predicción de producción y demanda energética.
- Gestión del talento. Detección del talento en personas, equipos, organizaciones y desarrollo de competencias.
- Procesamiento del Lenguaje Natural. Análisis de texto y desarrollo y aplicación de modelos del lenguaje.
- Salud digital. Sistemas de apoyo a la decisión médica y optimización de procesos.
- Gestión de procesos en red social. Análisis de redes organizacionales.